# Consulente pubblicitario
Il consulente pubblicitario o anche conosciuto con il suo termine inglese "advertising consultant" è un professionista della comunicazione, che collabora prevalentemente alla realizzazione di pubblicità above the line, cioè veicolata da media come: televisione e cinema, radio e stampa, affissioni e Internet, senza tralasciare nessuna forma di comunicazione pubblicitaria. Il termine above the line è affiancato a quello di below the line, che invece riguarda la vendita diretta, il telemarketing, il volantinaggio o la classica corrispondenza, le pubbliche relazioni e le sponsorizzazioni, che solitamente sono affidate a società specializzate in questo come le agenzie di rappresentanza commerciale.  Spesso i consulenti pubblicitari lavorano in outsourcing per grandi agenzie pubblicitarie organizzate, oppure direttamente per il cliente finale, ossia l'impresa, dove si rapportano con altre figure professionali che variano in relazione della grandezza dell'organizzazione e all'entità del budget da gestire. Il consulente pubblicitario che consiglia le forme pubblicitarie più adatte ad un'impresa non va confuso col consulente commerciale che si occupa di procacciare nuovi clienti, ed il venditore di spazi pubblicitari, queste due figure lavorano con ricompense basate su provvigioni e solitamente sono iscritti alla camera di commercio come agenti di commercio.